# V字回復
| ウィキペディアには「V字回復」という見出しの百科事典記事はありません（タイトルに「V字回復」を含むページの一覧/「V字回復」で始まるページの一覧）。 代わりにウィクショナリーのページ「v字回復」が役に立つかもしれません。 |